# Sjundedags adventistsamfundet i Sverige
Sjundedags adventistsamfundet i Sverige är ett adventistsamfund. Den första adventistförsamlingen i Sverige bildades 1880 i Grythyttan. År 2020 fanns 37 svenska adventistförsamlingar med ca 2800 medlemmar, de flesta församlingarna i Mellansverige.
Samfundet är inte medlem i Sveriges kristna råd, den ekumeniska organisation som samlar de flesta kristna samfund verksamma i Sverige. Sedan år 2000 är adventistsamfundet dock observatörer, vilket kan beskrivas som ett begränsat medlemskap.

### Fotnoter
1. 1 2  ”Sjundedagsadventistsamfundet”. Nämnden för statligt stöd till trossamfund. Arkiverad från originalet den 25 augusti 2014. https://web.archive.org/web/20140825081501/http://www.sst.a.se/download/18.3d3be87146f5c25c4530746/1404386624757/Andra_tryckningen_samfundsbroschyr_inlaga_version12+febr+29.pdf. Läst 15 augusti 2014.
2. ↑  ”Kontakt”. Adventistsamfundet i Sverige. Arkiverad från originalet den 15 augusti 2014. https://archive.is/20140815153049/http://www.adventist.se/sida/107/kontakt.aspx. Läst 15 augusti 2014.
3. 1 2 3  ”Sjundedags adventistsamfundet”. Sveriges kristna råd. https://www.skr.org/kyrka/sjundedags-adventistsamfundet/. Läst 6 november 2020.